# Alicot
Un alicot es un guiso hecho con menudillos de aves de corral y, posiblemente, la cabeza, los pies y las puntas de las alas, tradicionalmente vinculado al Bearn y la Languedoc de las regiones del sur de Francia.